# レプリケーター
レプリケーター (replicators) はアメリカのSFテレビドラマ『スタートレック』シリーズに登場する架空の装置である。

## 概要
スタートレック第2シリーズ『新スタートレック（TNG）』から登場。24世紀に発明・実用化されたものとされている。エネルギーを物質に変換する技術を用いて、ユーザーの注文する物品を生成する装置。
23世紀を舞台とする『宇宙大作戦(TOS)』から登場している、人間や貨物をテレポート移動させる転送装置の発展技術とされている。転送は転送の対象となる物質をエネルギーに変換し、転送ビームに乗せて目的地へ移送、そこで再物質化する技術である。レプリケーターはレプリケート素材となる高分子化合物をエネルギー変換し、注文された物品へと作り変えて再物質化する。
この装置はモデルとなる本物の物品と変わりのないオリジナル物品の正確なコピーを製作できる(TNG127話「タイムスリップ・エイリアン」)。またモデルがなくとも生成する物品のステータスを細かくコンピュータ入力し、3Dプリンタのようにユーザーの求める部品を生成することもできる。
機関室には工業用部品生成に特化したレプリケーターが設置され、宇宙艦隊は予備の機関部品を船に積載する必要はなくなった。また食堂やクルー個室には食品生成に特化したレプリケーター（フードディスペンサー）が設置され、機関部品同様に食料品を積載する必要はなくなっている。
ただし安全性の面から、危険な毒物・武器・爆発物等の生成には制限がかかる。またレプリケートはエネルギーを大きく消費する技術でもあるため、資源を節約しながらデルタ宇宙域で長い航海をするU.S.S.ヴォイジャーNCC-74656ではクルーの個人使用数に制限がかけられていた。小説ではピカード艦長らがトリコーダーを生成しようとした際「艦内には使用中でないトリコーダーが〇〇機あります。本当に生成しますか？」という資源節約のための警告が出る描写がある。
金やプラチナなどの貴金属をも容易に生成できるこのような機器が普及していることもあり、貨幣経済はスタートレック世界では衰退している。経済的なやりとりは、レプリケーターでも容易に生成できない高度な機器や、後述のそもそもレプリケートできないラチナムやダイリチウムを物々交換するなどしている。

### フードディスペンサー
食品生成に特化したレプリケーターを「フードディスペンサー」と呼ぶ。宇宙艦隊ーーとりわけ恒星間宇宙を航行中の宇宙艦のクルーにおいては食事をフードディスペンサーでまかなう。しかしながら、人命を預かる転送は量子レベルでスキャンされるのに対し、レプリケーター・レシピは容量節約のためかなりデータ圧縮がされている(DS9 82話「ドクター・ノア」)ため本物の食材と明確に差があり、レプリケートされた食事は舌の肥えた者には一律に不評である(TNG76話「戦士の休息」)。
クリンゴン人は種族全体でレプリケート食品を好まず、船内貨物室を圧迫してでも自然食材を宇宙艦に持ち込む。クリンゴン人からはレプリケーター製クリンゴン料理は「ニセモノ料理」とされており、一部の文化交流に熱心なクリンゴン人では、新鮮で美味しい本式クリンゴン料理を食べてもらいたいとして、食材の養殖も含めてたレストランを経営するといった活動も見られる（DS9）
またホロデッキに組み込まれ、部分的に実物（ホロデッキ作品内の料理など）を提供するために使用する。不要になった物品を分解するためにも使われ、スタートレック世界では「食器の片付け」というと、この装置に入れる事を意味する場合もある。

## 作成できないもの
レプリケーターは比較的単純な分子組成、単純な構造を持つものでないと生成できない。
生きている生命体
野菜や食肉、出来上がった料理は生成できるが、「生命活動を行っている生命体」を作ることはできない。クリンゴンでは鮮度の良い生きた食材から作った食事が好まれるため、連邦のグルメ事情は不評。
特殊な分子構造を持つ物質
ワープコアの強化素材であるダイリチウムや、フェレンギが通貨として好むラチナム（常温で液体の金属で、金塊に染み込ませた延べ棒を使う）は生成できない。亜空間成分を含むダイリチウムは32世紀においてもレプリケートに成功しておらず、ダイリチウムの枯渇が深刻な問題となっていた(DISシーズン3）。ラチナムもまた32世紀においてもレプリケート不可能で、生体組織に高濃度のラチナムを含むアブロニアンという種族が盗賊に狙われていた（DIS45話「生きることを選べ」)。
レプリケート以上のエネルギーを持つ物質
レプリケートに使用したエネルギー以上のエネルギーを持つ物質もレプリケート生成はできない（VOY120話「異空生命体を呼ぶ者達」等）。亜空間兵器の素材となるアイソリニウム、やオメガ分子の素材となるボロナイトもレプリケートできない（VOY89話「戦慄！オメガ指令」、DIS50話「オールイン」等）。
オーバーテクノロジー機器・複雑すぎる機械・精巧な工芸品
『スタートレック：ヴォイジャー(VOY)』に登場する「モバイルホロエミッタ」は29世紀のもので複製することができなかった(VOY170話「偽りのクルー」)。またTNGの主要登場人物のデータ少佐のような精巧なアンドロイドはレプリケート不可能。精巧な工芸品は一度のレプリケートではなく、数回にわたってレプリケーターを使う必要があるようである(VOY76話「時空侵略戦争　前編」)。また複雑すぎる未知のタンパク質もすぐには複製できなかった(TNG55話「宿敵！ロミュラン帝国」)。
腐食性毒物
レプリケート可能ではあるが、生成と同時に周囲に深刻な被害を与えるものはレプリケートすべきではない(VOY92話「人を呼ぶ流動生命体」)。なおクリンゴンの茶道は地球人の好む喫茶習慣と些か様相が異なり、一種の毒を煎じて飲む。このため毒物の生成が制限される当装置では、クリンゴン茶も生成できなさそうである。医療室のレプリケーターでは医薬品を生成する場合、「種族によっては毒性がある」旨の警告が出る場合がある(PIC7話「ネペンテ」)。